# Nautichthys pribilovius
Nautichthys pribilovius är en fiskart som först beskrevs av Jordan och Gilbert, 1898.  Nautichthys pribilovius ingår i släktet Nautichthys och familjen Hemitripteridae. Inga underarter finns listade i Catalogue of Life.